# Gerzkopf
Der Gerzkopf ist ein 1728 m ü. A. hoher Berg in den Fritztaler Bergen im Bundesland Salzburg. Es handelt sich um einen bis zum Gipfel bewaldeten, sanftkuppigen Vorberg des Dachsteinmassivs. In der Gebirgsgliederung wird das Gerzkopf-Massiv aber zu den Fritztaler Bergen und Salzburger Schieferalpen gezählt, weil es zwischen den Kalkhochalpen des Dachsteins und Tennengebirges eine mittelgebirgige Unterbrechung bildet, die sich wie ein Fenster zu den Salzburger Voralpen hin öffnet.
Vom Gerzkopf hat man einen guten Blick auf die Südwand des Dachsteins und die Bischofsmütze, die Tennengebirgs-Südflanke, und auch den Alpenhauptkamm der östlichen Hohen und westlichen Niederen Tauern im Süden.
Rund um den Gipfel befindet sich ein sehr seltenes Hochmoor, das als  Europaschutzgebiet Gerzkopf besonders geschützt ist.
Kurz vor dem Schutzgebiet befindet sich die, über den Sommer bewirtschaftete, Schäferhütte. Von dieser Hütte aus werden etwa 400 Schafe beaufsichtigt, die sich bis zum Abtrieb am Rupertitag in der Umgebung des Gipfels aufhalten. Am Gipfel befindet sich eine große Glocke, die ursprünglich für das Zusammenrufen der Schafe gedacht war.

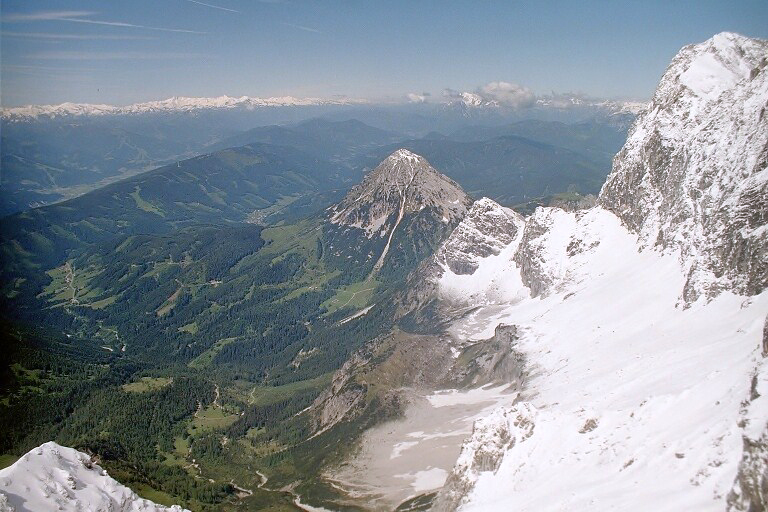
Blick von der Hunerkogel-Bergstation der Dachstein-Südwand-Seilbahn auf die Fritztaler Berge: Links der lange Zug des Roßbrand, dahinter das Hochgründeck, links davon das Radstädter Becken; mittig das Fritztal, rechts davon der Gerzkopf; dahinter schon die Dientner Berge hinter dem Bischofshofen-St.-Johanner Becken; vorne der Rötelstein und der Torstein des Dachsteinstocks. Am Horizont der Alpenhauptkamm mit Großglockner und Großvenediger